# Mihla

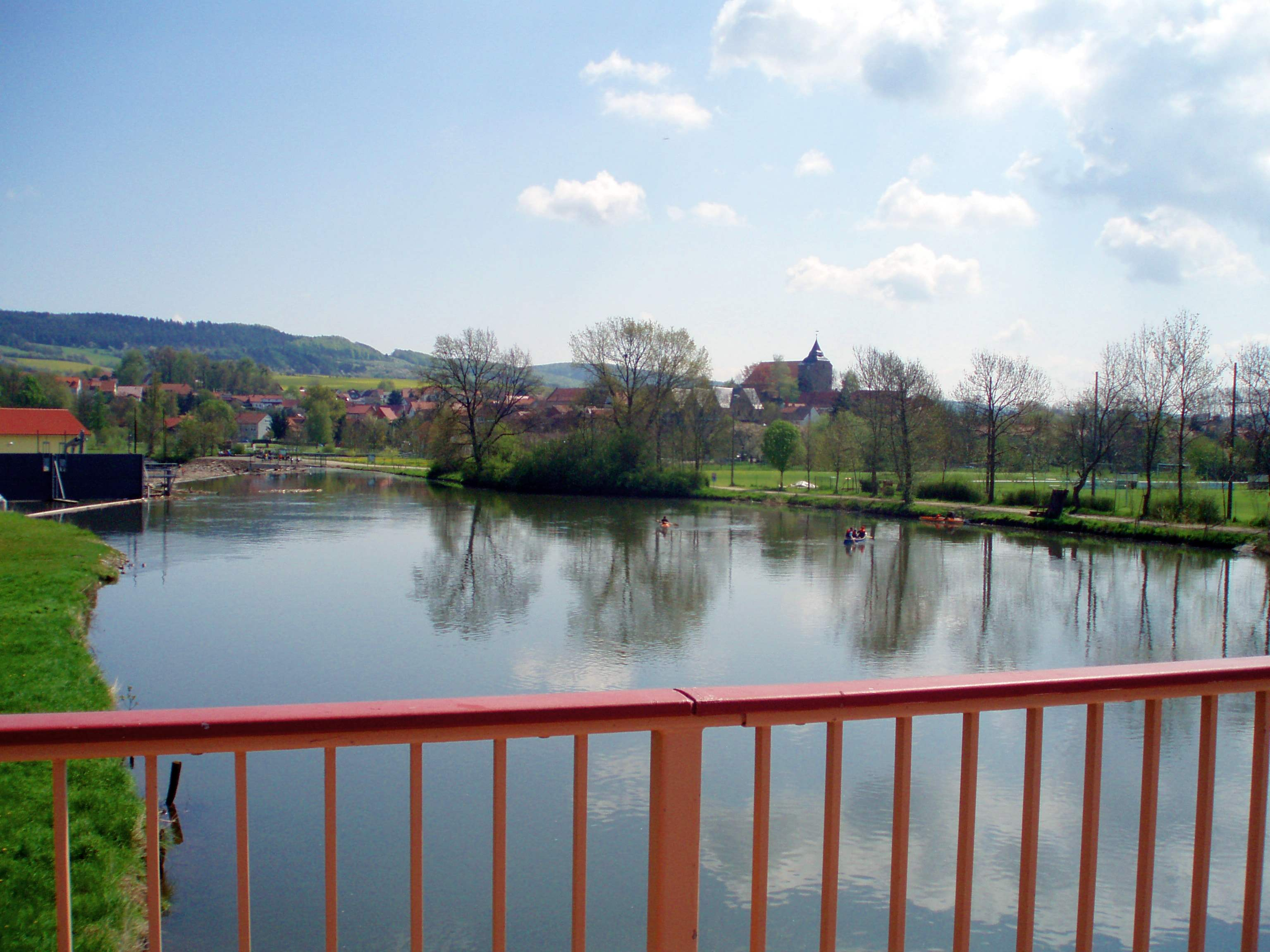
Mihla, Blick auf die Werra

Mihla ist ein Ortsteil der Stadt Amt Creuzburg im Wartburgkreis in Thüringen. Bis zum 31. Dezember 2019 war der Ort eine eigenständige Gemeinde.

## Geografie
Die historische Ortslage liegt in einem kleinen Talkessel der Werra im Zentrum der Gemarkung von Mihla, auf einer geschützten Anhöhe über dem Werraknie. Mihla erstreckt sich auf der Westseite des Hainich am Ostufer der Werra. Durch den Ort fließt der Lauterbach. Dicht unterhalb von Mihla mündet auch der Lempertsbach, von Nazza kommend, in die Werra. Auf dem Westufer der Werra liegt das frühere Vorwerk Sandgut.
Nachbarorte sind die Stadtteile von Amt Creuzburg Buchenau im Westen und Ebenshausen im Nordwesten, es folgen die Gemeinden Nazza im Norden und Lauterbach direkt angrenzend im Osten sowie der Stadtteil Neukirchen der Stadt Eisenach sowie Krauthausens Ortsteil Ütteroda im Süden.

## Geschichte
Der Ort Mihla wurde urkundlich erstmals in den Jahren zwischen 780 und 802 in einer Schenkungsurkunde des Klosters Fulda erwähnt und ist damit eine der ältesten Siedlungen Thüringens. Der Vorgängerbau der Ortskirche soll als Urpfarrei der Region bereits in der Zeit der Christianisierung entstanden sein. Auf dem Hügel über der Werra stand schon sehr zeitig eine Kirche der Urpfarrei, die vom Kloster Hersfeld und später vom Kloster Fulda betreut wurde. Der Turm stammt aus dem 12. Jahrhundert. An dieses romanische Wahrzeichen lehnt sich seit 1711 ein einschiffiger Kirchenanbau.
Das Graue Schloss entstand als Wasserburg und Sitz der Herren von Mihla, einem Zweig der Truchsesse von Schlotheim. 1399 wurden die Herren von Roßdorf mit Mihla belehnt, es folgten die Heilingen und Wangenheim. 1436 erwarb die Adelsfamilie von Harstall Ort und Burgsitz Mihla, sie wurden Lehns- und Gerichtsherren. Ab 1536 wurde von ihnen die Burg zum Renaissance-Schloss umgebaut, weitere Veränderungen erfolgten im 16. und 17. Jahrhundert. Der ursprüngliche Bau, das „Weiße Schloss“, wurde 1836/37 abgetragen, das Gelände in den Schlosspark einbezogen. Die Harstall errichteten in Mihla außerdem das Rote Schloss und betrieben ein Rittergut. Die Landesherrschaft des Ortes im Amt Creuzburg lag beim Herzogtum Sachsen-Weimar bzw. Sachsen-Weimar-Eisenach.
Die Werra-Schifffahrt spielte eine große Rolle für Mihla. Ab 1910 wurde der Ort von einem eigenen Wasserkraftwerk an der Werra mit Strom versorgt.
Bis 1933 galt Mihla, mit einem SPD-Bürgermeister, als „Rotes Dorf“. In der Zeit des Nationalsozialismus kam es, parallel zum Abflauen der Weltwirtschaftskrise, zu einem wirtschaftlichen Aufschwung. Ein Schwerpunkt waren 11 Zigarrenfabriken mit insgesamt 700 Beschäftigten. Es entstanden Siedlungen und neue Straßen, eine große Schule und der erste Kindergarten. Über die Werra wurde eine moderne Stahlbetonbrücke gebaut. Kurzzeitig befand sich 1934 eine SS-Führersportschule im Roten Schloss. Dann war es von 1937 bis Anfang 1945 Sitz der Bezirksführerinnenschule 5 des weiblichen Reichsarbeitsdienstes des Gaus Thüringen. Auf dem Harsberg entstand die zentrale Segelfliegerschule des Gaus Thüringen, die „Thüringer Wasserkuppe“.
Während des Zweiten Weltkriegs führte Pfarrer Moritz Mitzenheim eine „Kriegschronik“. Darin hielt er alle für Mihla wesentlichen Ereignisse der Jahre 1939 bis 1945 fest. Er musste in dieser Zeit 146 gefallene Mihlaer Soldaten verzeichnen. Es wurde ein Ehrenhain für die Gefallenen angelegt, der nicht mehr existiert. Ein Teil der Betriebe wurde auf Rüstungsproduktion umgestellt, so für die Herstellung von Zündern. Mehr als 80 Frauen und Männer aus verschiedenen Nationen mussten im Thüringer Holz- und Schwellenbetrieb Ludwig Kraft in Mihla und im Solvay-Werk Buchenau Zwangsarbeit verrichten. Auch bei den Bauern und im Straßenbau waren Kriegsgefangene eingesetzt. Auf dem Harsberg wurde leichte Flak stationiert, bei Bischofroda eine schwere Flak-Batterie. Vier alliierte Bombenflugzeuge, die bei Luftkämpfen abgeschossen wurden, gingen in der Flur von Mihla und seinen Nachbarorten nieder.
In Mihla war eine Ausbildungskompanie der Wehrmacht stationiert, die Ende März 1945 in Vorbereitung des „Kampfes um die Werralinie“ durch Zuführung von einigen Panzern und durch Einberufung des Volkssturms verstärkt wurde. Es wurden Panzersperren gebaut und ab 31. März wurde die Bevölkerung evakuiert, vor allem ins Mihlaer Tal. Am 1. April 1945, Ostersonntag, tauchten amerikanische Panzerspitzen auf der linken Werraseite auf. Sie zogen sich unter Verlust von zwei Panzern wieder zurück und die Werrabrücken wurden gesprengt. Dabei traten erhebliche Schäden an Dächern und Fenstern im Ort auf. Am 3. April kam es zum kurzzeitigen Beschuss von Mihla. Die Wehrmacht zog sich größtenteils zurück. Am 4. April wurde im Ort ein bewaffneter Jeep der US-Army durch eine Panzerabwehrkanone zerstört, vier amerikanische Soldaten starben. Vorher war ein anderes amerikanisches Fahrzeug in Bahnhofsnähe mit einer Panzerfaust abgeschossen worden, es gab einen Toten und Verwundete. Weiße Fahnen wurden gehisst. US-Infanterie zog aus Richtung Creuzburg / Hahnroda unter Verwendung von Parlamentären als lebenden Schutzschilden in Mihla ein, mittags wurde der Ort von Panzern besetzt.
Mehrere deutsche Soldatengräber befinden sich auf dem Friedhof, ein Gedenkstein für die gefallenen Amerikaner steht an der Alten Post.
Anfang Juli 1945 wurde Mihla in die Sowjetische Besatzungszone eingegliedert. Damit gehörte es ab 1949 zur DDR und lag in der Nähe des Grenzgebietes zu den Westzonen, später zur Bundesrepublik. Die Familie von Harstall wurde 1945 mit Grauem Schloss und Rittergut von 523 ha entschädigungslos enteignet. Das Rote Schloss diente der US-Armee und dann der Roten Armee als Stabsgebäude. In dieser Zeit wurde die kostbare und bis dahin gut erhaltene Inneneinrichtung vernichtet und auch der zugehörige Park verwüstet. Das Rote Schloss und das Rittergut mit Vorwerk Wernershausen (475 ha) wurden gleichfalls enteignet.
Die politische Gemeinde Mihla bestand seit der Gebietsreform von 1994 aus den Ortsteilen Mihla und Buchenau, welches nach Mihla eingegliedert wurde. Der Beschluss zum Zusammenschluss der Gemeinde Mihla mit der Stadt Creuzburg und der Gemeinde Ebenshausen zur Stadt Amt Creuzburg wurde im Oktober 2018 gefasst. Das Thüringer Gesetz zur freiwilligen Neugliederung kreisangehöriger Gemeinden im Jahr 2019 wurde am 12. September 2019 vom Thüringer Landtag beschlossen und trat am 31. Dezember 2019 in Kraft.

## Kultur und Sehenswürdigkeiten

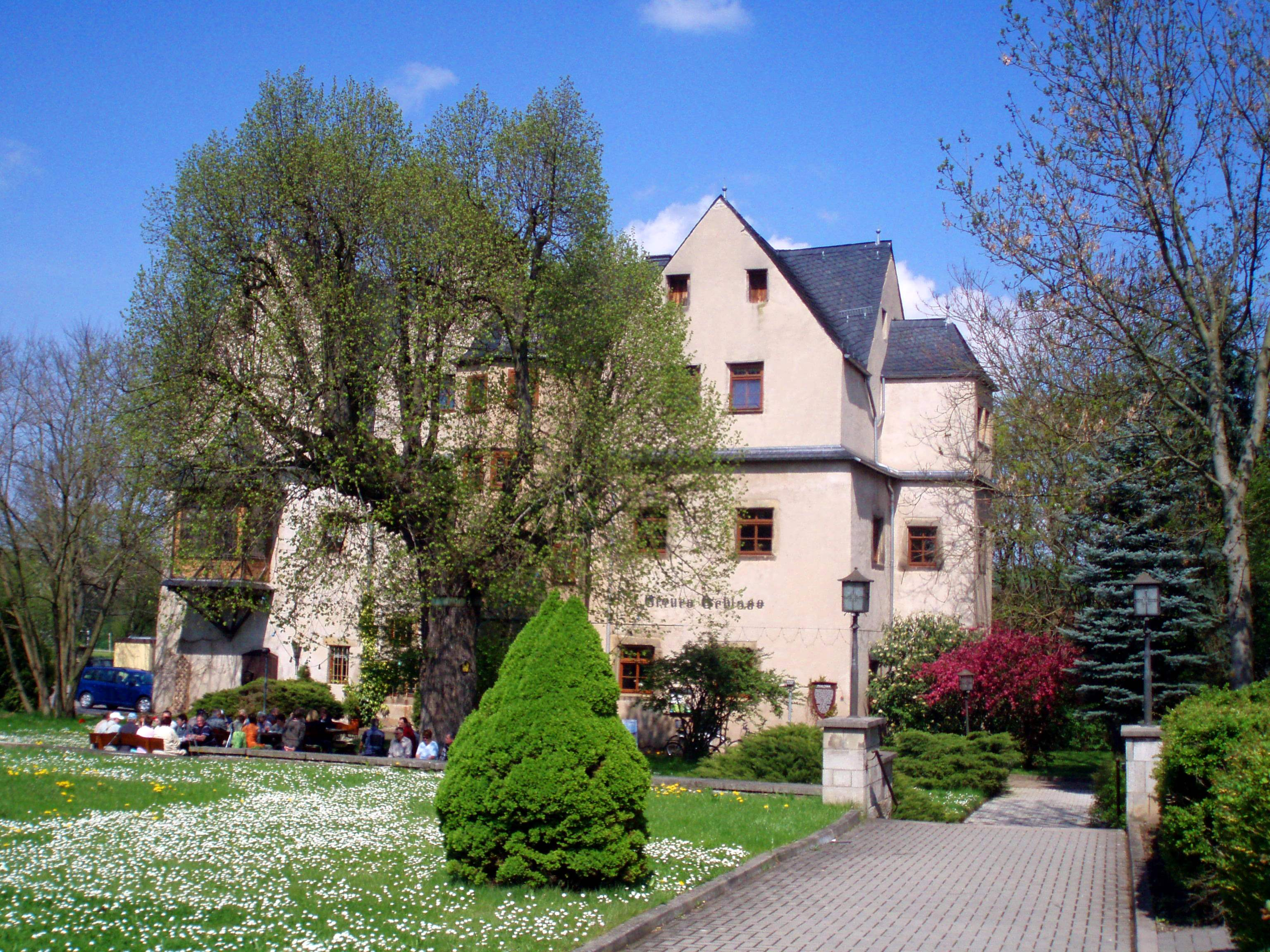
Mihla, Graues Schloss

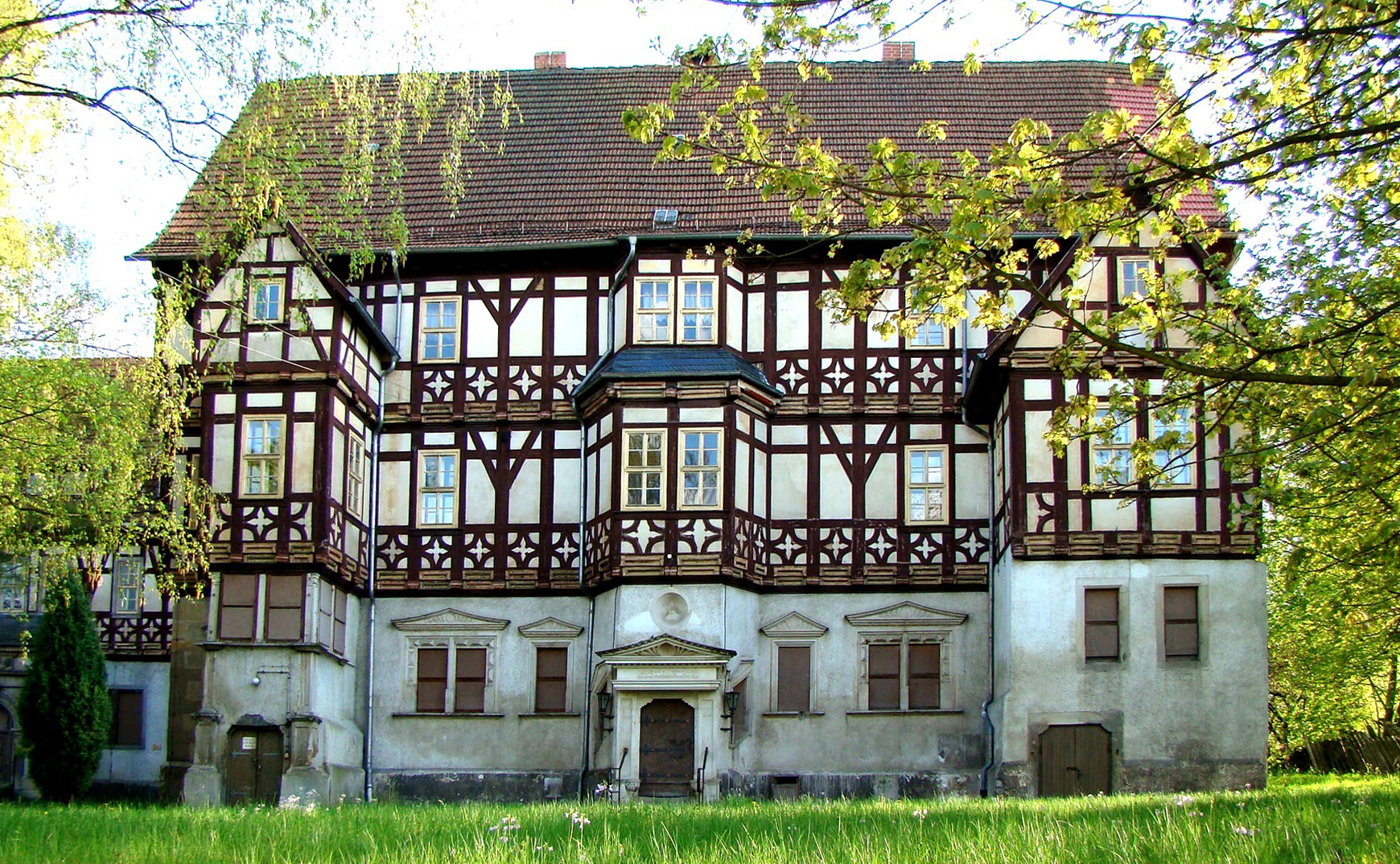
Mihla, Rotes Schloss

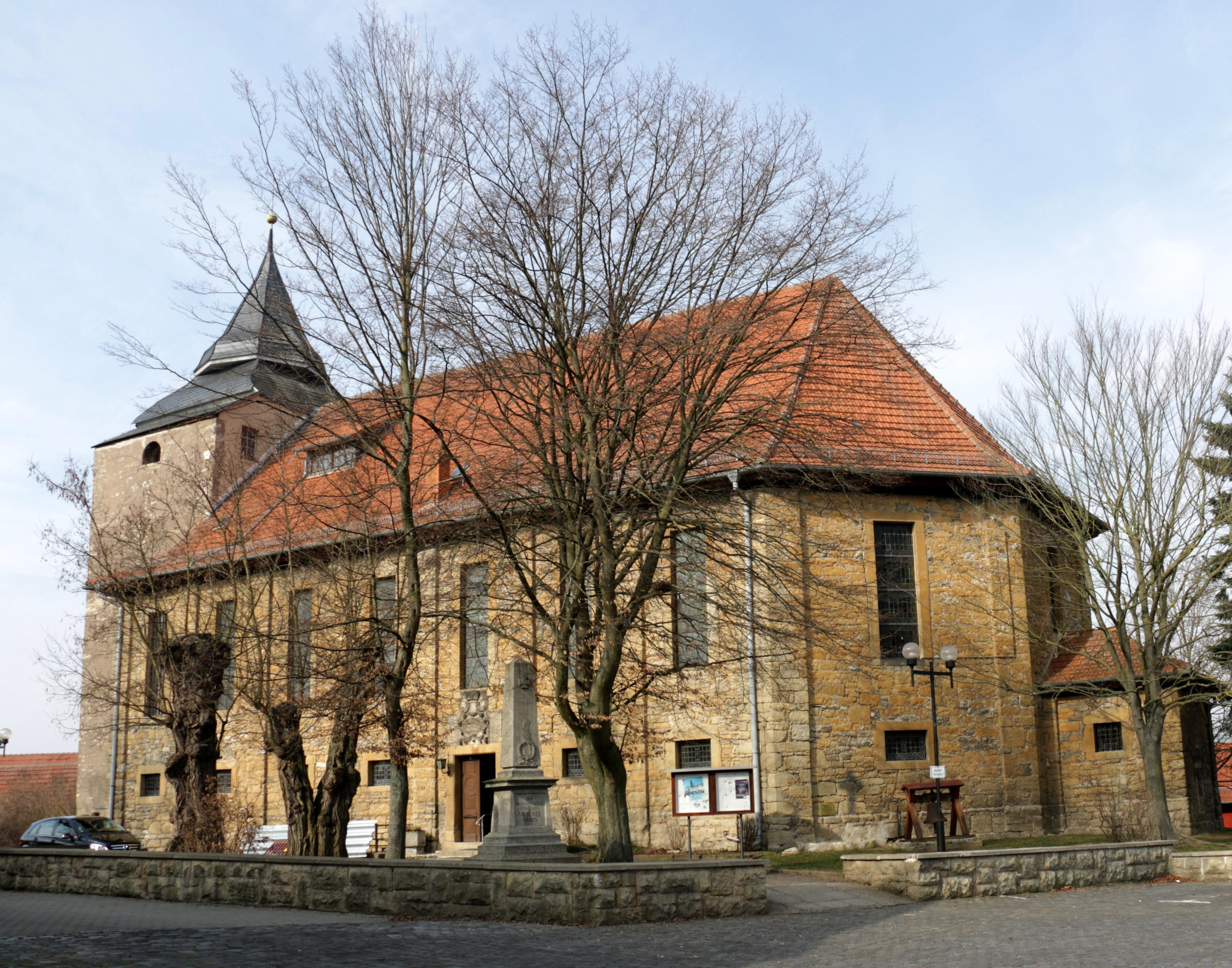
Mihla, Martinskirche

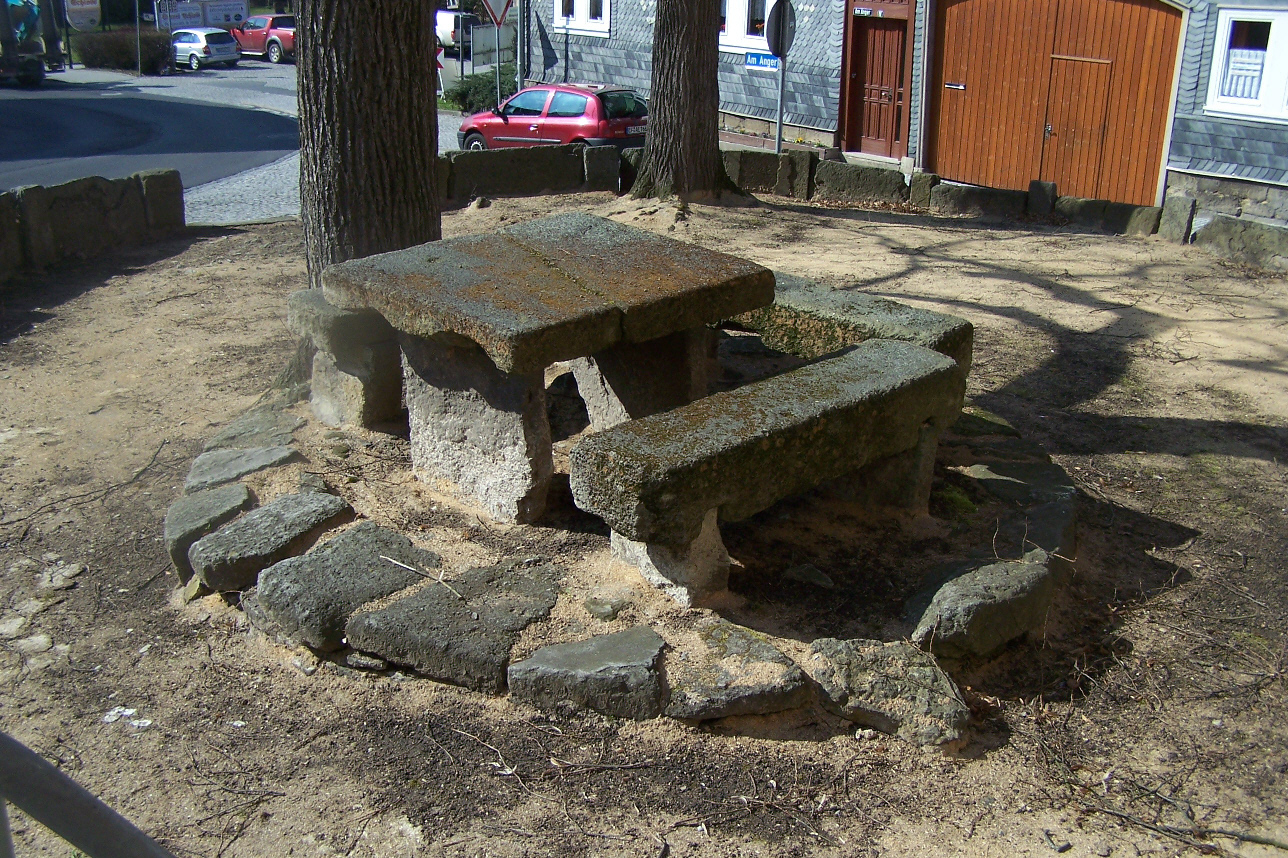
Mihla, Steinerner Tisch auf dem Anger

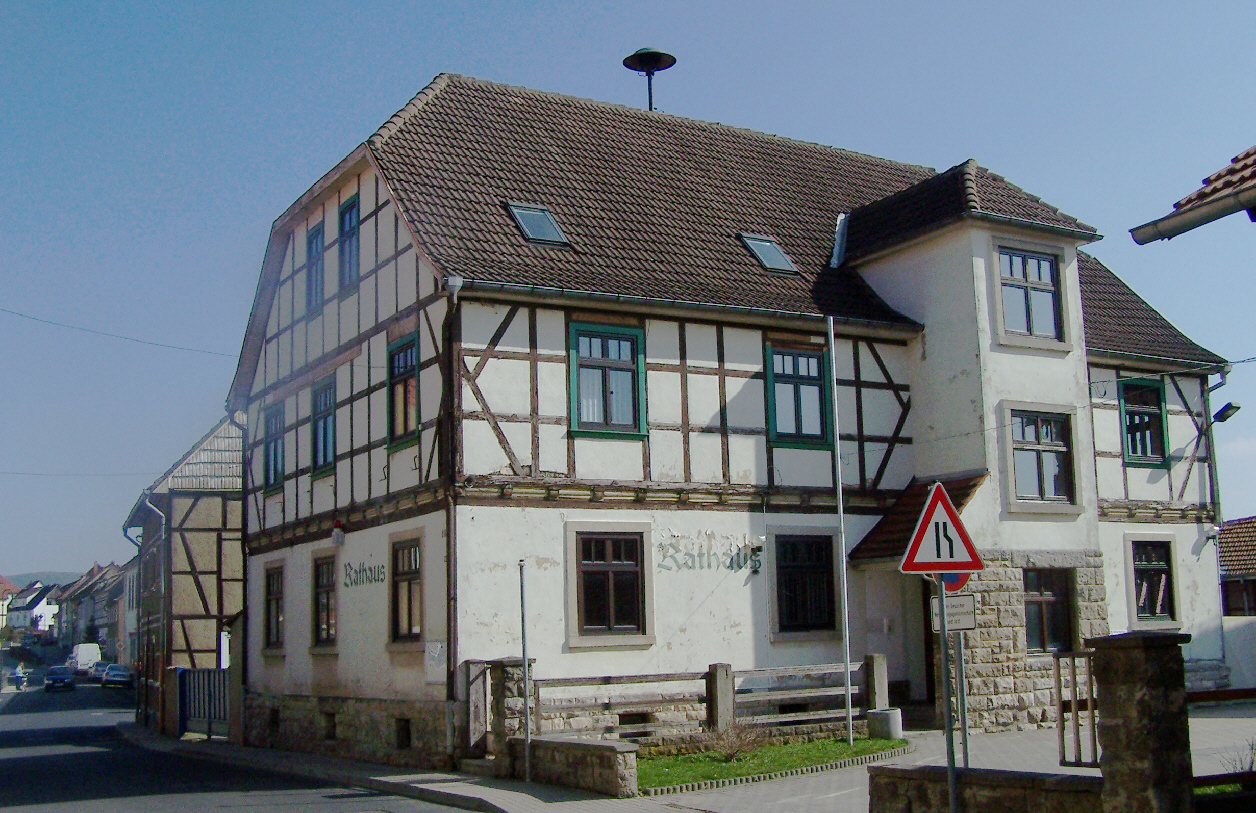
Mihla, Rathaus

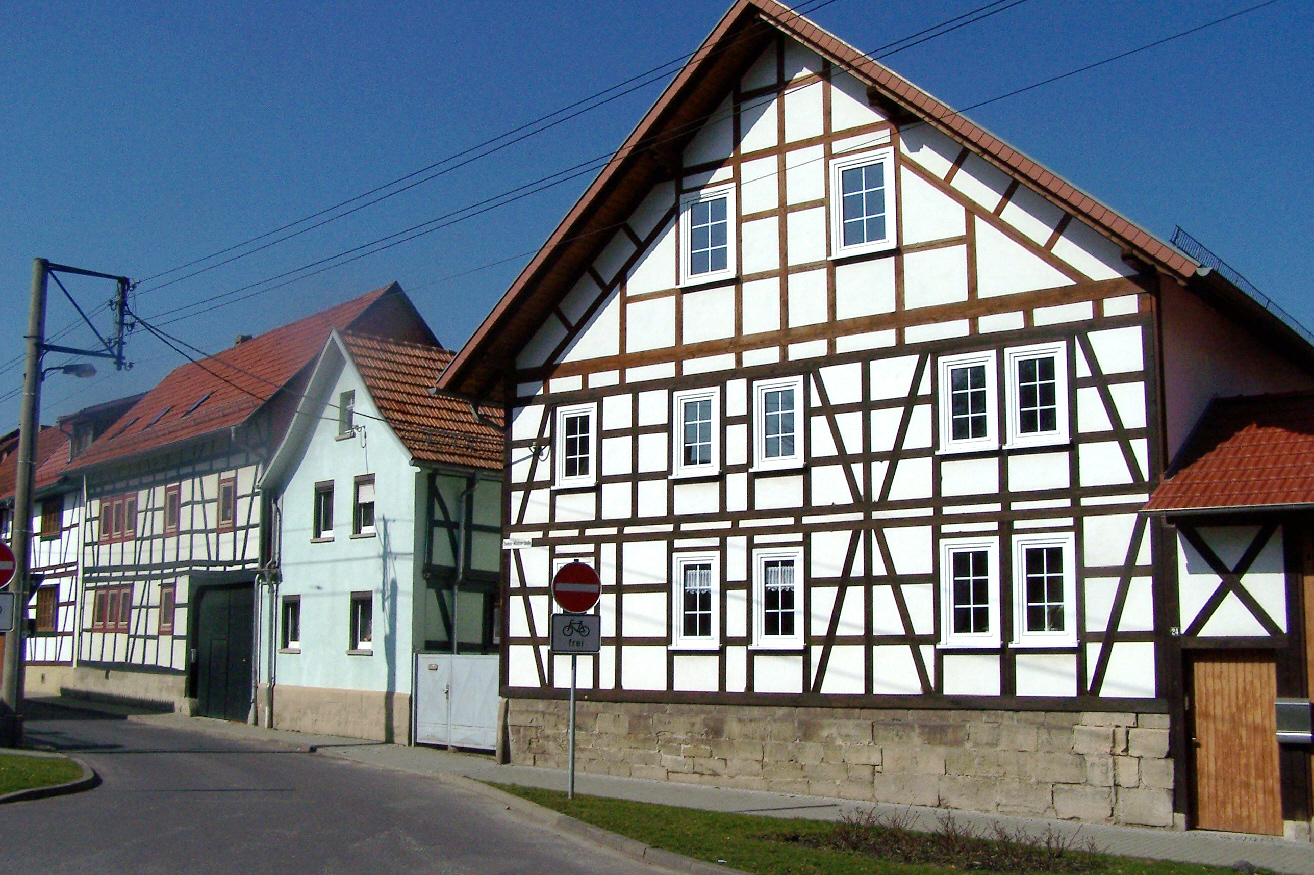
Mihla, Fachwerkhäuser in der Ortslage

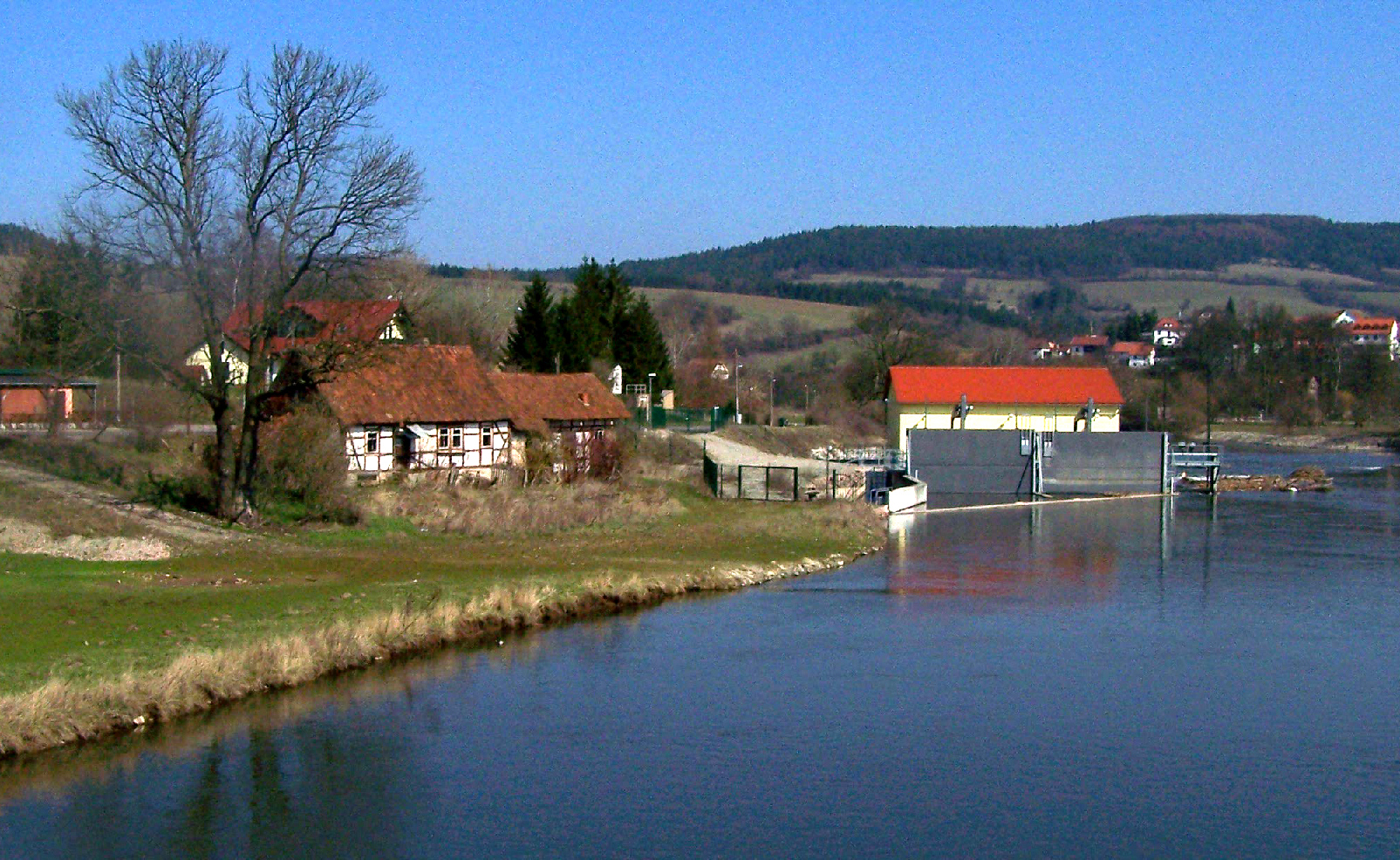
Mihla, altes Fährhaus und Kraftwerk

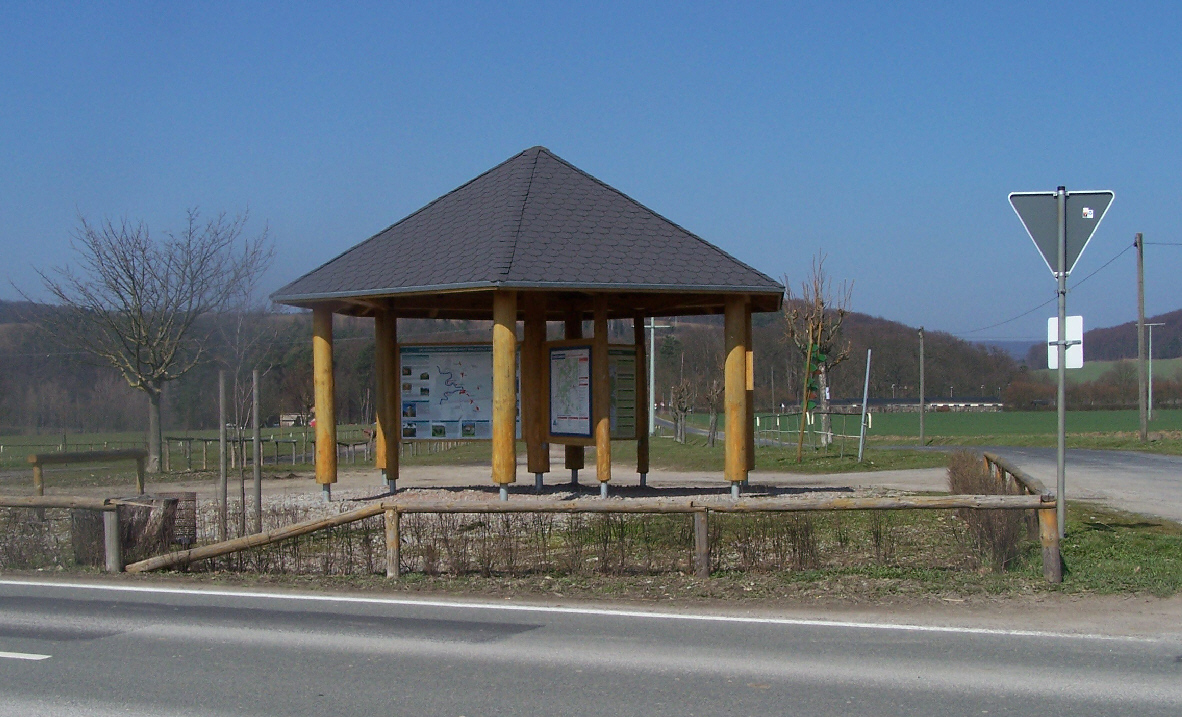
Mihla, Informations-Pavillon am Werra-Radweg nach Buchenau-Creuzburg

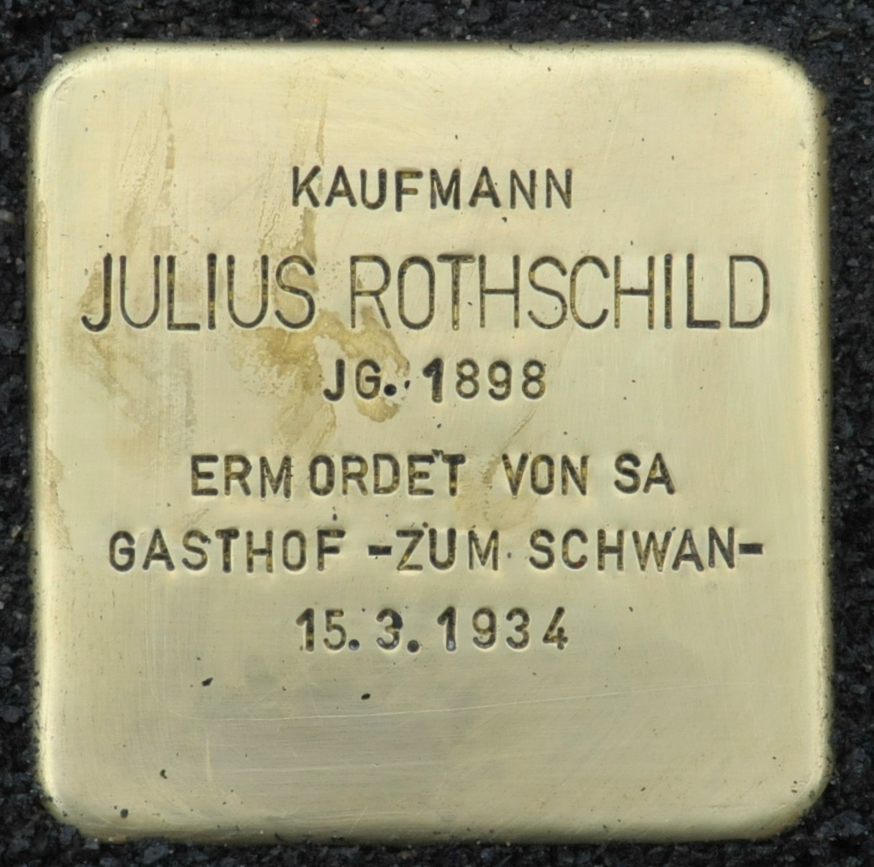
Mihla, Stolperstein am Anger für Julius Rothschild

### Baudenkmale
- Das Graue Schloss stammt aus dem 16. Jahrhundert, und ist von einem kleinen Schlosspark umgeben. Umbauten erfolgten im 17. Jahrhundert. Heute ist das Schloss Gaststätte mit Fremdenzimmern.
- Das Rote Schloss stammt ebenfalls aus dem 16. Jahrhundert, es zählt zu den bedeutendsten Renaissance-Fachwerkbauten des Wartburgkreises. Umbauten wurden im 17. und 18. Jahrhundert vorgenommen. Nach Kriegsende 1945 ging die kunstgeschichtlich wertvolle Inneneinrichtung verloren. Seit 1952 wurde das Schloss als Alters- und Pflegeheim genutzt. Derzeit steht es zum Verkauf.
- Die evangelische Kirche St. Martin ist eine barocke Saalkirche aus dem 18. Jahrhundert und besitzt eine Rokokoausstattung. Der niedrige Turm mit charakteristischem flachem Helm stammt noch vom romanischen Vorgängerbau aus dem 12. Jahrhundert. Neben der Kirche in Richtung Anger befindet sich ein offener Fachwerkbau mit drei Glocken. Vom früheren Kirchhof stammen noch einige historische Grabsteine. Neben der Kirche steht ein Obelisk zur Erinnerung an die im Deutsch-Französischen Krieg 1870/71 gefallenen Mihlaer Soldaten.
- Der Mihlaer Dorfanger war seit dem 13. Jahrhundert der Dorfmittelpunkt und Stätte der Dorfgerichtsbarkeit, seit 1682 auch Gerichtsplatz der Herren von Harstall und Kirmesfestplatz. Der Anger ist umgeben von Kirche, früherem Rittersitz, Gemeindeschenke und früherem Gemeindebackhaus. An der Kirchmauer Richtung Anger hat die Gemeinde nach dem Ersten Weltkrieg ihr Kriegerdenkmal errichtet.
- Das Rathaus ist ein schlichter Fachwerkbau. Als Nebengebäude des Rathauses dient das benachbarte Gebäude der früheren Carl-Alexander-Schule (Sinnspruch an der Fassade: „Ohne Zucht keine Frucht, ohne Fleiß kein Preis“).
- Der Mihlaer Propel ist ein lindenbestandener Platz über der Werra. 1254 wurde er urkundlich als landgräflicher Gerichtsplatz Brachbühl genannt (umgangssprachlich „Propel“). Später wurden hier Vogelschießen und Jahrmärkte veranstaltet. Auch heute noch ist der Propel der beliebteste Festplatz der Mihlaer.
- Mihla besitzt viele denkmalgeschützte Fachwerkhäuser aus dem 17. Jahrhundert. Berühmt ist das Hölzerkopfhaus, ein repräsentatives Fachwerkhaus neben weiteren aus der Zeit der Werraflößerei.
- Das Alte Fährhaus als Zeugnis der 1870 mit dem Bau der ersten Werrabrücke eingestellten Fährverbindung von Mihla zum Sandgut[8] ist in einem sehr schlechten baulichen Zustand.

### Naturschutzgebiete und -denkmale
Das Naturschutzgebiet Lienig hat eine Fläche von 24,88 Hektar. Es wurde am 23. März 1961 ausgewiesen.
Die 250 bis 300 Jahre alte Linde vor dem Grauen Schloss war seit 1966 als Naturdenkmal ausgewiesen. Sie musste 2013 gefällt werden, weil die Standsicherheit nicht mehr gewährleistet war.

### Stolperstein(e)
Am 18. Juni 2015 wurde am Anger im Beisein von Vertretern der Stadtverwaltung und interessierten Bürgern durch Gunter Demnig ein Stolperstein gesetzt, der an den jüdischen Kaufmann Julius Rothschild erinnern soll.

### Umgebung
Auch die nähere Umgebung von Mihla besitzt eine Vielzahl von Sehenswürdigkeiten und Freizeitmöglichkeiten. Zahlreiche Wanderwege erschließen den Hainich und das Werratal. Besonders beliebt ist das Wasserwandern auf der Werra. Der Werra-Radweg führt ebenfalls durch Mihla.
Mihla ist ein traditionelles Zentrum des Pferdesports, die Mihlaer Jugend stellt zu jeder Kirmes einen Reitertrupp in historischer Uniform.
Die Jugendherberge am Harsberg im Hainich befindet sich 4 km östlich von Mihla. Hier wurde von 1932 bis 1945 Segelflug betrieben, bis zum Ende des Zweiten Weltkriegs bestand eine Fliegerschule des Gaus Thüringen. Die Segelflugzeuge wurden im April 1945 von US-Soldaten verbrannt, die Gebäude – bis auf den restaurierten Hangar – später abgerissen. In den 1950er Jahren entstand die jetzige Anlage, die architektonisch nach Plänen aus den 1930er Jahren errichtet worden sein muss. Sie wurde von der Gesellschaft für Sport und Technik genutzt, bis Anfang der 1960er Jahre der Segelflug in Grenznähe nicht mehr möglich war. Nun bezog eine Ausbildungseinheit der Grenztruppen der DDR hier bis 1990 Quartier. Nach Jahren des Leerstands wurde eine Jugendherberge eingerichtet, die für ihre Qualität 2008 ausgezeichnet worden ist.
Der Blick von Mihla nach Süden wird beherrscht von Windkraftanlagen auf dem Mihlaer Berg bei Neukirchen.

## Wirtschaft und Infrastruktur
- Das Gewerbegebiet Buchenau befindet sich am östlichen Ortsrand von Buchenau. Es verfügt über eine Gesamtfläche von 18 ha (Stand 1998) und entstand auf der Industriebrache der ehemaligen Soda-Fabrik.[11]
- Das Gewerbegebiet Reitenberg befindet sich südlich von Mihla und ist Standort einer Landwirtschaftlichen Genossenschaft.

Weitere Betriebsstandorte befinden sich am westlichen Ortsrand von Mihla im Umfeld des früheren Bahnhofs.
Die Gemeinde Mihla verfügt über ein eigenes Klärwerk, es befindet sich in der Werra-Aue gegenüber dem Ort. Die Wasserkraft der Werra nutzt das neu erbaute Wasserkraftwerk am Mihlaer Wehr.

### Verkehr
Durch Mihla führt die Landesstraße 1016, die Eisenach mit Mühlhausen verbindet.
Die im Jahr 1907 in Betrieb genommene Bahnstrecke Schwebda–Wartha verband Mihla mit Eisenach, Creuzburg, Treffurt, Wanfried und Eschwege. Wegen der Sprengung der Werrabrücken bei Mihla, Frankenroda und Falken am Ende des Zweiten Weltkriegs und der anschließenden Grenzziehung war der Verkehr nach Eschwege ab 1945 nicht mehr möglich. Der Personenverkehr zwischen Mihla und Wartha über Creuzburg wurde 1962 eingestellt.
Mihla wird mit verschiedenen Buslinien der Verkehr Werraland OHG an die umliegenden Gemeinden angeschlossen.

## Politik

### Gemeinderat
Der Gemeinderat von Mihla setzte sich zuletzt sich aus 14 Ratsherren und -frauen zusammen.
| Partei                                     | Sitze  |
| Unabhängige Wählergemeinschaft Mihla (UWG) | 8 (−2) |
| CDU                                        | 3 (+3) |
| SPD                                        | 1 (−2) |
| NPD                                        | 1      |
| FDP                                        | 1      |

(Stand: Kommunalwahl am 26. Mai 2019)

### Bürgermeister (Auswahl)
| Bürgermeister     | von  | bis  |
| ----------------- | ---- | ---- |
| Günther Nickol    | 1954 | 1990 |
| Siegfried Kärger  | 1994 | 1999 |
| Rainer Lämmerhirt | 1999 | 2019 |

## Persönlichkeiten

### Söhne und Töchter des Ortes
- Ernst Christoph Homburg (1607–1681), lyrischer Poet, evangelischer Kirchenlieddichter und Übersetzer
- Eckhardt Mater (1935–1996), Bildhauer und Medailleur

### Personen mit Bezug zum Ort
- August Anhalt (1899–1975), Maler, Zeichner und Grafiker der Moderne